# 法里斯塔 (科羅拉多州)
法里斯塔（英語：Farista）是位於美國科羅拉多州韋爾法諾縣的一個非建制地區。該地的面積和人口皆未知。

## 地理
法里斯塔的座標為37°39′25″N 105°47′45″W / 37.65694°N 105.79583°W，而該地的平均海拔高度為1979米（即6492英尺）。